# Anomala castaniceps
Anomala castaniceps är en skalbaggsart som beskrevs av Bates 1888. Anomala castaniceps ingår i släktet Anomala och familjen Rutelidae. Inga underarter finns listade i Catalogue of Life.